# Tim Austin
Tim Austin, właściwie Timothy Derek Austin (ur. 1983 w Londynie) – brytyjski matematyk, od 2019 profesor Uniwersytetu Kalifornijskiego w Los Angeles. Zajmuje się teorią ergodyczną i rachunkiem prawdopodobieństwa.

## Życiorys
W latach 2002–2006 studiował na University of Cambridge. Stopień doktora uzyskał w 2010 na Uniwersytecie Kalifornijskim w Los Angeles, promotorem doktoratu był Terence Tao.
Swoje prace publikował m.in. w „Journal d’Analyse Mathématique”, „Duke Mathematical Journal”, „Publications mathématiques de l'IHÉS" i „Mathematische Annalen”.
Laureat New Horizons in Mathematics Prize (2020), Michael Brin Prize in Dynamical Systems (2021) i Nagrody Ostrowskiego (2021). W 2019 był wyróżnionym prelegentem (keynote speaker) na konferencji Dynamics, Equations and Applications (DEA 2019).